# 桿体細胞
桿体細胞（かんたいさいぼう英: rod cell）は、視細胞の一種。桿細胞、桿状細胞、棒細胞などとも呼ばれる。眼球の網膜上に存在し、色素としてロドプシンをもつ。医学生理学分野では、桿体細胞の代わりに杆体細胞（かんたいさいぼう）と記述されることが多い。
桿体細胞は単独の視物質のみを発現し、光の強弱に応じた明暗を認識し、これを光覚と呼ぶことがある。表面的には色覚にはほぼ関与しないが、感度が高い。暗所では錐体細胞はほとんど働かず、主に桿体細胞が働く。このため暗所では、物の形がかなり判る場合であっても、色の差異はあってもはっきりとは判らない。

## 光刺激への反応

### 光刺激の受容
ロドプシン（桿体細胞に含まれる光受容色素）が受容したシグナルは増幅して伝達されるため、ロドプシン一分子が活性化すると細胞内で急速に反応が進む。一旦ロドプシンが活性化すると、多数のトランスデューシンが活性化される。そのトランスデューシンによってホスホジエステラーゼが活性化され、結果的にロドプシン一分子で、1秒に1000分子以上のcGMPを分解する。そのため桿体細胞は、わずかな光にも強い反応を示すことができる。
ロドプシンはビタミンAによって構成されているため、ビタミンAが欠乏すると桿体細胞に必要なロドプシンが不足する。そのため、わずかな光刺激を受容することができず、夜間などはほとんど何も見えなくなってしまうことがある。網膜を構成するもう一つの視細胞である錐体細胞は、そもそも弱光下では光刺激を受容できないため、桿体細胞の不足が直接夜盲症などを引き起こす原因となるのである。

### 休止状態への復帰
ロドプシンがいつまでも活性化した状態でいると、次の光刺激を受容することが出来ない。そのため、ロドプシンには光を受容した後、素早く休止状態（暗状態）に戻るための抑制メカニズム（ネガティブフィードバック）が存在する。
一つは、活性化されたロドプシンの細胞質側末端をリン酸化するロドプシンキナーゼ（RK）の働きによるもので、部分的にトランスデューシンの活性化を阻害する。また、リン酸化されたロドプシンにアレスチンが結合することで、さらにロドプシンの活性を阻害する。
また、光刺激を受けて桿体細胞内のcGMPが分解され、cGMPの濃度が減少すると、cGMP濃度依存性のナトリウムイオンチャネルが閉じるため、電位依存性のカルシウムイオンチャネルが閉じる。そうなると細胞外からのカルシウムイオン流入が止まり、カルシウムイオンによって働きが阻害されていたグアニル酸シクラーゼが活性化する。そのグアニル酸シクラーゼがcGMPを合成して元の濃度に回復させる。cGMPの濃度が回復すると、cGMP濃度依存性チャンネルが開き、細胞膜の脱分極が起きる。

## 光受容感度の低下（順応）
桿体細胞が長時間光刺激を受容し続けていると、桿体細胞の感度が低下し、光刺激に順応することが知られている。その機構にもアレスチンが関わっていることが知られている。